# Пахомовка (Омська область)
Пахомовка (рос. Пахомовка) — присілок у Азовському німецькому національному районі Омської області Російської Федерації.
Належить до муніципального утворення Азовське сільське поселення. Населення становить 538 осіб.

## Історія
Згідно із законом від 30 липня 2004 року органом місцевого самоврядування є Азовське сільське поселення.

## Населення
| 1925 | 1959 | 1979 | 1989 | 2002 | 2010 |
| ---- | ---- | ---- | ---- | ---- | ---- |
| 766  | ↘453 | ↘418 | ↗421 | ↗529 | ↗538 |